# مدرسة فالدورف

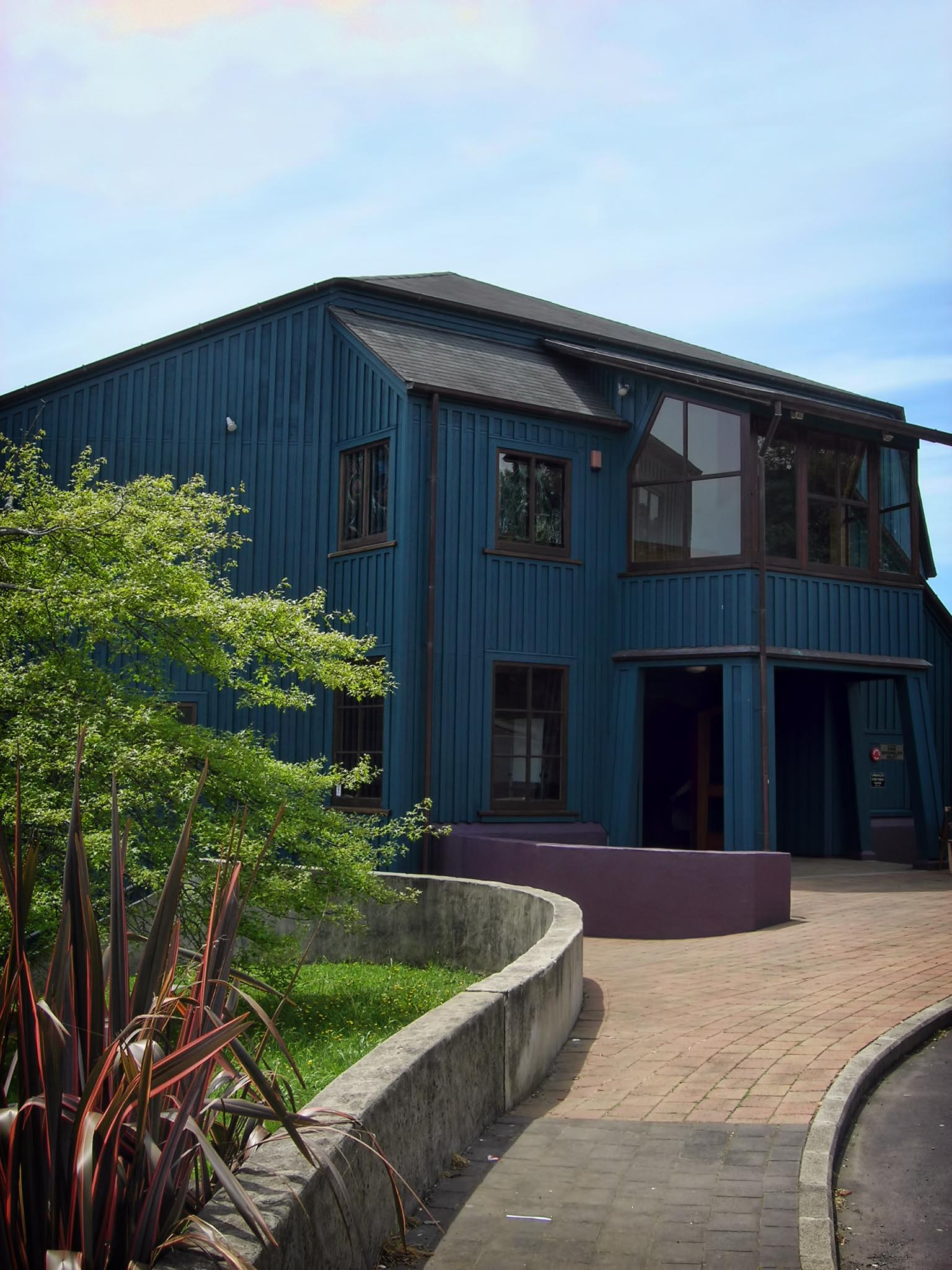
Michael Park Rudolf Steiner School in أوكلاند

مدرسة فالدورف (بالألمانية: Waldorfschule)، نظام تربوي وحياتي أسّسه لأول مرة الفيلسوف النمساوي رودلف شتاينر في العام 1919 في مدينة شتوتغارت في ألمانيا. تلقى اليوم قبولا واسعا في دول وسط أوروبا، ومن أهدافها تشجيع حرية الإرادة مع مراعاة الأخلاق وتأهيل الطالب لتنمية كفاءته الاجتماعية.
تعتمد مدارس فالدورف على نظام خاص من التعليم لا يقتصر على المواد العلمية، وإنما أيضا على المواد العملية والفنية التي يزاول فيها التلاميذ مهارات جديدة ويتعلمون الموسيقى والرسم والرقص.
توجد أكثر من 200 مدرسة فالدروف في ألمانيا، وفي العالم أجمع فيوجد أكثر من 1000. في الدول العربية توجد مدرسة فالدورف في مصر.